# 佐々木高綱
佐々木 高綱（ささき たかつな）は、平安時代末期から鎌倉時代初期の武将。
近江国の佐々木庄を地盤とする佐々木氏の棟梁である佐々木秀義の4男。母親を通じて源頼朝、源義経、源義仲らは従兄弟にあたる。『平家物語』や『源平盛衰記』にその活躍が描かれ、宇治川の戦いにおける梶原景季との先陣争いで知られる。歌舞伎の『鎌倉三代記』にも登場し、非常に人気のある武士である。

## 生涯
永暦元年（1160年）出生。平治の乱の後、父や兄が東下する際には、幼少のため同行はせず、京吉田の叔母の下で育ったとされる。治承4年（1180年）に源頼朝が伊豆国で平氏打倒の兵を挙げると、兄弟の定綱、経高、盛綱と共にそれに加わって、山木兼隆を討つ。石橋山の戦いでは椙山に奮戦して頼朝の危急を救った。元暦元年（1184年）正月の木曾義仲追討では源義経の陣に従い、宇治川の戦いでは、頼朝に与えられた名馬「生唼（池月）いけづき」にまたがって梶原景季と先陣を争い、初めは遅れをとるが、景季に馬の腹帯が緩んでいるので締め直すように薦めて行わせ、その間に先陣を切る。高綱の館は、今の神奈川県横浜市港北区鳥山町にある鳥山八幡宮付近にあったとされ、その愛馬「生唼」は、そのすぐ近くの馬頭観音堂にて今もまつられている。
文治元年（1185年）に左衛門尉、次いで文治2年（1186年）には長門、備前の守護へと任ぜられる。また安芸・周防・因幡・伯耆・出雲・日向などに恩賞地を拝領している。東大寺再建にあたり、材木の調達を奉行して頼朝から杣出しの功を賞された。建久6年（1195年）に家督を子の重綱に譲って高野山大悲金剛院に出家し、西入と号した。諸国を巡回したと伝えられ、各地には高綱を由緒とする寺社や宝物が多く残る。
建仁3年（1203年）10月、延暦寺堂衆騒擾の時、高野山から下って騒擾鎮圧に赴く兄経高・盛綱に兵略を説く。この時、嫡子重綱が、山地戦に際し体に合わない重厚な鎧をまとって出陣したことから、その死を予言して当てたと伝えられる。その後、建保2年（1214年）11月、信濃国筑摩郡（現長野県松本市）で死去。なお、『乃木大将事跡』の乃木家系図では建保4年(1216年)としている。

## 伝承

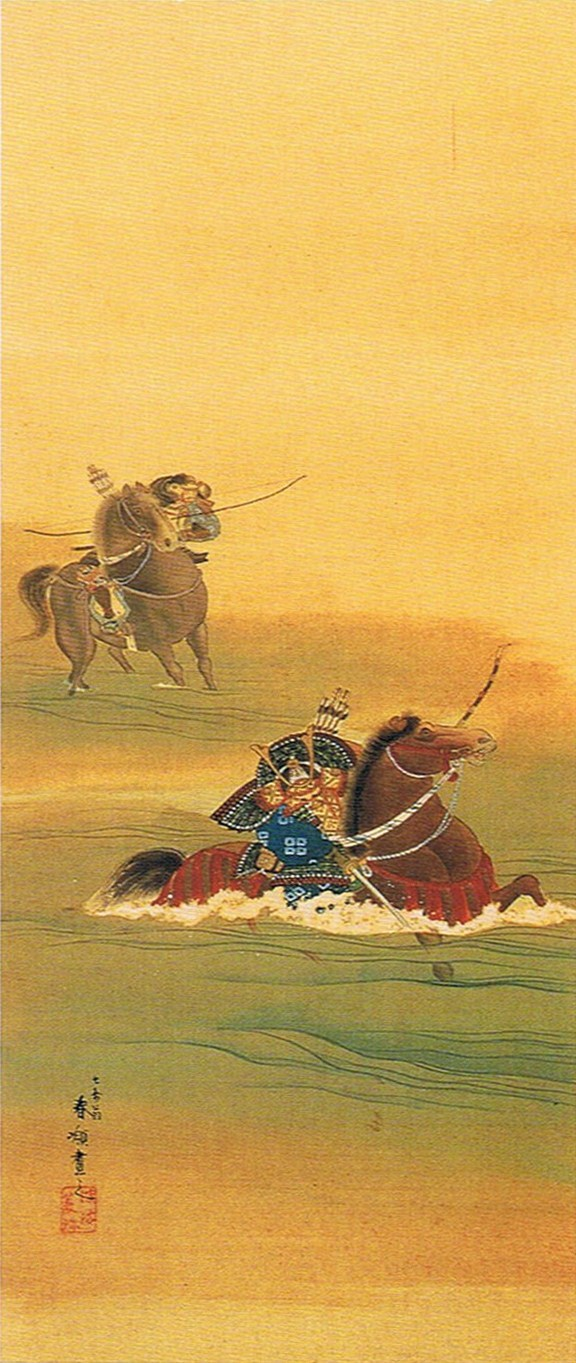
『宇治川先陣争図』川底の太綱を切り払いながら進む高綱。

現在、長野県松本市大手にある真宗大谷派大宝山専修院正行寺と松本市島立南栗にある浄土真宗本願寺派大宝山高綱院正行寺は、親鸞聖人の弟子である了智上人となった高綱が建立したと伝えられており、近くには「釈了智上人承久三年十月二十五日寂佐々木四郎高綱」と書かれた墓碑銘を持つ、高綱のものと推定される墓がある。また地元民は高綱の名にちなみ、この一帯を「高綱原」と呼んでおり、市立高綱中学校も存在する。なお、「乃木大将事蹟」の方では正行寺住職になったのは高綱の子、明仙としている。
このほか島根県松江市浜乃木にある時宗善光寺も佐々木高綱による開基と伝わっており、高綱が背負ってきたという銅像阿弥陀如来立像(重要文化財)が安置されているほか、境内には高綱のものという墓が存在し、高綱の縁故により末裔を称した乃木希典の遺髪塔もある。

## 末裔
嫡男の太郎重綱は比叡山堂衆追討において戦死。『乃木大将事跡』の乃木家系図では重綱は19歳で戦死としている。『尊卑分脈』や滋賀県近江八幡市沙沙貴神社の佐々木氏系図によれば、次男・二郎左衛門尉光綱は出雲国野木に住し、野木(乃木)氏の祖となったとされるが、出雲で没したとする地元の伝承とも調和的である。光綱は叔父である隠岐守義清の猶子となり、子孫は出雲佐々木氏(隠岐流)の一門として出雲国内に分封された。出雲佐々木氏の宗家である塩冶氏の滅亡後は、守護として入部した山名氏や京極氏の被官として西日本各地に分散していった。江戸時代に毛利氏に仕えた乃木傳庵は、この高綱流・野木氏の末裔を称し、一族からは玉木文之進や明治の軍人・乃木希典が出た。特に希典は祖先尊崇の念が極めて強く、高綱ほか佐々木・野木一族の顕彰に努めたため、各地に記念碑や逸話が残っている。しかしながら他に著名な一族を殆ど出せなかったため、希典の系統以外についての詳細は知られていない。
また近江国坂田郡大野木城に住して大野木(おおやぎ)氏、大八木氏を改姓した子孫も存在する。尊卑分脈などには高綱の男子として高重の名も見えるが「乃木大将事蹟」の系図では高重を大野木氏としている。なお、柳河藩士の大八木氏系図では高綱の次男を次郎左衛門高行とし、その子孫が大野木氏、後に大八木氏と改姓したとし、子孫は柳河藩医や高松藩士になったとする。
後北条氏重臣で伊豆水軍を率いた富永氏も高綱の子高勝の後裔とされている。
また、建礼門院の亡き後の大原寂光院院主は、高綱の娘が務めたと伝わる。

## 関連作品
映画
- 源九郎義経（1962年） - 浅野光男

テレビドラマ
- 源義経（1966年、NHK大河ドラマ） - 演：水島真哉
- 草燃える（1979年、NHK大河ドラマ） - 演：曽根孝志
- 炎立つ（1993年、NHK大河ドラマ） - 演：熊谷俊哉
- 鎌倉殿の13人（2022年、NHK大河ドラマ）- 演：見寺剛

ゲーム
- ビルシャナ戦姫〜源平飛花夢想〜（2020年） - 声：天月[2]